# HMT Rohna
Le HMT Rohna est un paquebot de la British India Steam Navigation Company construit sur la Tyne en 1926 sous le nom de SS Rohna et réquisitionné comme transport de troupes en 1940 (« HMT » signifiant Hired Military Transport). Le Rohna est coulé en Méditerranée en novembre 1943 par une bombe planante guidée Henschel Hs 293 lancée par un avion de la Luftwaffe. Plus de 1 100 personnes ont été tuées, dont la plupart étaient des soldats américains.